# Van Gogh (1948)
Van Gogh é um filme biográfico em curta-metragem francês de 1948 dirigido e escrito por Alain Resnais, Gaston Diehl e Robert Hessens. Venceu o Oscar de melhor curta-metragem em live-action: 2 bobinas na edição de 1950.

## Elenco
- Claude Dauphin